# Frans Izaäk Abresch
Frans Izaäk Abresch (Groningen, 17 november 1783 - Zuidhorn, 4 juli 1852) was een Nederlands burgemeester.

## Leven en werk
Abresch werd 19 november 1783 gedoopt in de Der Aa-kerk in Groningen. Hij was een zoon van Mr. Jeremias Frederik Abresch en Geertruida Francisca Guichart. Hij studeerde rechten en werd griffier van het Vredegerecht in Zuidhorn. In 1813 werd hij burgemeester van Zuidhorn. In 1849 werd hij opgevolgd door zijn zoon Hendrik Guichart Abresch. Een andere zoon, mr. Jeremias Frederik Abresch, werd raadsheer in het hof van Leeuwarden.
Abresch overleed op 68-jarige leeftijd.
- Biografisch Portaal: 32164779
- International Standard Name Identifier: 0000 0003 9469 1246
- Nederlandse Thesaurus van Auteursnamen: 073334170
- Virtual International Authority File: 289200782
- WorldCat: E39PBJxd3Fd6XdWmWfkGjHGCQq